# Molorchini
Los molorquinos (Molorchini) son una tribu de coleópteros crisomeloideos de la familia Cerambycidae. Contiene cerca de 15 géneros y se distribuye en todos los continentes excepto la Antártida. La mayor diversidad de la tribu se encuentra en el sudeste asiático y Australia.

## Géneros
Tiene los siguientes géneros:
- Afromolorchus - Anencyrus - Anomoderus - Brachypteroma - Earinis - Epania - Gastrosarus - Glaphyra - Leptepania - Mecynopus - Merionoedopsis - Molorchoepania - Molorchus - Nadezhdiana - Nathrioglaphyra - Omotes - Paranomoderus